# Путевая машинная станция № 185
Путевая машинная станция № 185 (ПМС-185) — советское и Российское предприятие, путевая машинная станция Забайкальской дирекции по ремонту пути — структурного подразделения Центральной дирекции по ремонту пути — филиала открытого акционерного общества Российские железные дороги, расположенная в поселке Ушумун Амурской области. Производственная база станции размещается на станции Ушумун.
Основная деятельность ПМС-185 состоит в выполнении путевых работ, а именно — капитального и среднего ремонта путей с использованием машин тяжёлого типа УК-25/18, ВПО-3000, ПМА-11, СЧ-1200, тракторной техники и средств малой механизации. Ежегодно, силами предприятия ремонтируется до 100 км пути Забайкальской железной дороги.
В состав предприятия также входит шпалопропиточный завод и узкоколейная железная дорога, протяженностью 10 км.